# Rahel Kopp
Rahel Kopp (ur. 18 marca 1994) – szwajcarska narciarka alpejska, czterokrotna medalistka mistrzostw świata juniorów.

## Kariera
Po raz pierwszy na arenie międzynarodowej Rahel Kopp pojawiła się 23 stycznia 2010 roku w Melchsee-Frutt, gdzie w zawodach FIS Race w slalomie zajęła 37. miejsce. W 2013 roku wystartowała na mistrzostwach świata juniorów w Québecu, zdobywając srebrny medal w zawodach drużynowych. Wynik ten powtórzyła na mistrzostwach świata juniorów w Jasnej, zajmując też między innymi szóste miejsce w zjeździe. Największe sukcesy w tej kategorii wiekowej osiągnęła jednak na mistrzostwach świata juniorów w Hafjell w 2015 roku, gdzie zdobyła indywidualnie dwa medale. Najpierw zdobyła brązowy medal w supergigancie, w którym wyprzedziły ją tylko Włoszka Federica Sosio oraz Mina Fürst Holtmann z Norwegii. Następnie zwyciężyła w kombinacji, wyprzedzając bezpośrednio Francuzkę Romane Miradoli i Minę Fürst Holtmann.
W zawodach Pucharu Świata zadebiutowała 26 października 2013 roku w Sölden, gdzie nie zakwalifikowała się do drugiego przejazdu w gigancie. Pierwsze pucharowe punkty wywalczyła 29 grudnia 2014 roku w Innsbrucku, zajmując 26. miejsce w slalomie. W klasyfikacji generalnej sezonu 2014/2015 zajęła ostatecznie 114. miejsce. Nie startowała na mistrzostwach świata ani igrzyskach olimpijskich.

## Osiągnięcia

### Mistrzostwa świata juniorów
| Miejsce | Dzień     | Rok  | Miejscowość | Konkurencja     | Czas biegu | Strata | Zwyciężczyni        |
| ------- | --------- | ---- | ----------- | --------------- | ---------- | ------ | ------------------- |
| 20.     | 22 lutego | 2013 | Québec      | Gigant          | 2:22,23    | +2,66  | Lisa-Maria Zeller   |
| 2.      | 23 lutego | 2013 | Québec      | Drużynowo       | -          | -      | Szwecja             |
| 20.     | 27 lutego | 2014 | Jasná       | Gigant          | 1:52,86    | +3,65  | Marta Bassino       |
| 7.      | 28 lutego | 2014 | Jasná       | Slalom          | 1:36,09    | +2,44  | Petra Vlhová        |
| 2.      | 2 marca   | 2014 | Jasná       | Drużynowo       | ?          | ?      | Szwecja             |
| 21.     | 3 marca   | 2014 | Jasná       | Supergigant     | 1:14,71    | +1,80  | Corinne Suter       |
| 6.      | 3 marca   | 2014 | Jasná       | Superkombinacja | 2:11,34    | +0,67  | Elisabeth Kappauer  |
| 7.      | 7 marca   | 2015 | Hafjell     | Gigant          | 2:25,14    | +0,68  | Nina Ortlieb        |
| DNF1    | 9 marca   | 2015 | Hafjell     | Slalom          | 1:43,54    | -      | Paula Moltzan       |
| 3.      | 10 marca  | 2015 | Hafjell     | Supergigant     | 1:23,81    | +0,30  | Federica Sosio      |
| 1.      | 10 marca  | 2015 | Hafjell     | Superkombinacja | 2:08,54    | -      | -                   |
| 11.     | 13 marca  | 2015 | Hafjell     | Supergigant     | 1:32,58    | +1,43  | Mina Fürst Holtmann |

### Puchar Świata

#### Miejsca w klasyfikacji generalnej
- sezon 2014/2015: 114.
- sezon 2015/2016: 70.
- sezon 2016/2017: 83.
- sezon 2017/2018: 75.
- sezon 2018/2019: 81.
- sezon 2019/2020: 73.
- sezon 2020/2021: 100.

#### Miejsca na podium w zawodach
Kopp nie stawała na podium zawodów PŚ.